# Кінг-Конг (фільм, 2005)
«Кінг-Конг» (англ. King Kong) — науково-фантастичний пригодницько-епічний фільм-рімейк класичного фільму «Кінг-Конг» 1933 року. Режисером та продюсером стрічки став Пітер Джексон. Є дев'ятим фільмом у франшизі Кінг-Конга та другим рімейком фільму 1933 року, після Кінг-Конга 1976 року. У головних рольях Енді Серкіс, Наомі Воттс, Джек Блек та Едріан Броуді. Події відбуваються в 1933, амбіціозний кінорежисер наймає з собою групу людей та вирушає на містичний острів під назвою Острів Черепа. Там вони знаходять багато містичних доісторичних істот та велетенського самця горили відомого як Кінг-Конг.
Фільм був показаний у Нью-Йорку 5 грудня 2005 та випущений 14 грудня того ж року. Фільм отримав високі оцінки критиків за спецефекти, режисеру та акторську гру, хоч і отримав негативні критику через трьохгодинний хронометраж фільму. Фільм мав комерційний успіх, зібравши 562.9 млн. доларів та став четвертим найкасовішим фільмом в історії Universal Pictures. Також він зібрав додаткові 100 млн завдяки продажам на DVD в березні 2006. Він отримав три премії Оскар за найкращий звук та найкращі візуальні ефекти. Одноіменна гра, яка вийшла у тому ж році що й фільм, також мала комерційний успіх та оцінки критиків.

## Сюжет
Події фільму розгортаються у Нью-Йорку 1933 року, періоду Великої депресії — в час сміливців та боягузів, героїв та негідників.
Молода театральна акторка Енн Дерроу (Наомі Воттс) залишається без роботи. Театр водевіля, де вона раніше працювала, закрили. У пошуках роботи дівчина випадково знайомиться з режисером Карлом Денхемом (Джек Блек), який обирав акторку для свого фільму. Його проєкт відмовилися фінансувати продюсери однієї з кінокомпаній. Дізнавшись про це, Карл негайно збирає разом знімальну команду та акторів на вантажному судні в Нью-Йоркському порту. Режисеру терміново була потрібна лише актриса на головну роль. Побачивши Енн, режисер зрозумів, що ця роль наче створена саме для неї. Дерроу спочатку відмовляється грати у стрічці, але коли Карл повідомив їй, що сценаристом є її улюблений драматург Джек Дрісколл (Едрієн Броуді), дівчина відразу ж погодилася.

Енн та Джек

Попри те, що всі фінанси Денхема заморожені і його зі всією знімальною групою ледь не заарештовує поліція, режисеру вдається переконати капітана судна вирушити до далекого тихоокеанського острова. Під час подорожі Карл розпочинає знімання стрічки. А між Енн та Джеком виникає симпатія, яка переростає в кохання.
Тим часом Карл розповідає Джекові ще про одну мету цієї подорожі: показати глядачам останню білу пляму на карті світу — острів Черепа, де режисер і зібрався відзняти найважливішу частину свого майбутнього фільму.
Однієї ночі капітан Енглхорн отримує радіограму від поліції про негайну зупинку судна в найближчому порту, тому що всі рахунки Карла Денхема були заморожені. Енглхорн вирішує повернути корабель назад, коли судно потрапляє в дивний туман і наштовхується на кам'яні рифи. Невдовзі всі зрозуміли, що це острів Черепа, який був оточений цими скелями. Доки матроси намагалися затулити пробоїну у кораблі, Карл Денхем та вся знімальна група вирушають на острів. Після висадки вони побачили надзвичайно велику стіну та проживаюче там плем'я тубільців. Аборигени нападають на знімальну групу і вбивають кількох людей. Та в останню мить на допомогу їм встигає прийти капітан корабля з матросами. Енглхорн застрелив дикуна-вбивцю, після чого перелякані тубільці повтікали.
Всі приймають рішення про негайне відплиття з клятого місця, однак невдовзі Джек помічає, що Енн викрали аборигени. Капітан та його команда приймають рішення негайно вирушити на порятунок акторки. Та попри весь поспіх, вони спізнилися. Карл Денхем побачив, як величезна горила, яку плем'я називало Конг, схопила Енн і втекла до джунглів. Частина експедиції вирушає на пошуки дівчини. Капітан Енглхорн дає їм на це 24 години. Вже на початку пошуків люди стикаються з доісторичними істотами: динозаврами, ящерами та велетенськими комахами. Багато хто з матросів та членів кіногрупи гине там.
Тим часом Енн, опам'ятавшись, намагається втекти від величезного звіра. Проте вона натрапляє на групу тиранозаврів, які ледь її не з'їли, але Конг рятує її. Нарешті, після довгої сутички, Конгу вдається їх вбити, після чого Енн знову повертається до лігва горили.

Кінг-Конг та Енн Дерроу

Всі члени знімальної групи та матроси, яким вдалося вижити, вирішують повернутися на корабель, однак Джек відмовляється повертатися без Енн і сам йде на її пошуки. Карл Денхем скористався цим: він умовляє капітана спіймати Конга, адже ця горила, коли її привезуть до Нью-Йорку, зробить їх багатими. Енглхорн погоджується…
Дрісколл врешті знаходить Енн. Сценарист допомагає їй втекти від Конга, але розлючена тварина переслідує їх до самих воріт. Там його вже чекають матроси Енглхорна, які за допомогою хлороформу намагаються усипити горилу. З великими труднощами їм все ж таки вдається приспати тварину.
Далі глядач бачить зимовий Нью-Йорк та реалізацію мрії Денхема — він презентує публіці горилу як «Восьме чудо світу». Нарешті режисер-невдаха домігся слави й тріумфу.
Проте Конг шаленіє під час вистави — розриває сталеві ланцюги, які його тримають та виривається у місто шукати Енн. Але актриса сама знаходить його, щоб запобігти хаосу та руйнуванням.
Тим часом тварину починають переслідувати військові. Втікаючи, Конг підіймається на самий шпиль Емпайр-Стейт-Білдінг. Тут його атакують винищувачі-біплани й в нерівному бою він гине та падає зі хмарочоса.
До ридаючої на шпилі хмарочоса Енн на ліфті підіймається Дрісколл, який намагається її заспокоїти.
Стрічка закінчується цитатою з вуст Карла Денхема над мертвим Кінг-Конгом:
|  | Його вбили не літаки... його вбила краса |

## У ролях
- Енді Серкіс — Кінг-Конг (захоплення руху)
- Наомі Воттс — Енн Дерроу
- Джек Блек — Карл Денем
- Едріан Броуді — Джек Дрісколл
- Томас Кречманн — капітан Енглгорн
- Джеймі Белл — Джимі
- Колін Генкс — Престон
- Кайл Чендлер — Брюс Бакстер
- Еван Парк — Гейл
- Джед Брофі — Тодд Ріппон

## Знімальна група
- Режисер: Пітер Джексон
- Сценарій: Френсіс Волш, Філіппа Боєнс, Пітер Джексон
- Оператор: Ендрю Лесні
- Композитор: Джеймс Ньютон Говард
- Монтаж: Джеймі Серкірк
- Комп'ютерні спецефекти: Джек Леттері
- Грим: Річард Тейлор
- Художник-постановник: Грант Мейджор

## Версії фільму
1. Театральна версія. Вона триває 187 хв.
2. Режисерська версія, яка триває 200 хв. Фільм став довший на тринадцять хвилин: було додано дві нові сцени, а також розширено деякі вже існуючі сцени

## Нагороди та номінації

### «Оскар» (2006)
- «Найкращий звук»
- «Найкращий монтаж звукових ефектів»
- «Найкращі візуальні ефекти»

### Інші нагороди
- Стрічка отримала три премії від Асоціації творців візуальних ефектів.
- Премія Національної ради кінокритиків США, за видатний вклад в області спецефектів.
- Нагорода Британської академії за найкращі візуальні ефекти.

### Номінації
- Золотий глобус — найкращий режисер (Пітер Джексон)
- Золотий глобус — найкраща музика (Дж. Ньютон Говард)
- «Оскар» — «Найкраща робота художника» (Грант Мейджор)
- «Оскар» — «Найкраща робота художника» (Ден Хенна)
- «Оскар» — «Найкраща робота художника» (Саймон Брайт)
- MTV Movie Awards — Найкращий фільм[2]

## Саундтрек до фільму
Саундтрек до фільму написав Джеймс Ньютон Говард. Альбом складається з 21 мелодії.

### Композиції
1. King Kong – 1:09
2. A Fateful Meeting – 4:16
3. Defeat Is Always Momentary – 2:48
4. It's in the Subtext – 3:19
5. Two Grand – 2:34
6. The Venture Departs – 4:03
7. Last Blank Space on the Map – 4:43
8. It's Deserted – 7:08
9. Something Monstrous… Neither Beast Nor Man – 2:38
10. Head Towards the Animals – 2:48
11. Beautiful – 4:08
12. Tooth and Claw – 6:17
13. That's All There Is… – 3:26
14. Captured – 2:25
15. Central Park – 4:36
16. The Empire State Building – 2:36
17. Beauty Killed The Beast (Part I) – 1:59
18. Beauty Killed The Beast (Part II) – 2:22
19. Beauty Killed The Beast (Part III) – 2:14
20. Beauty Killed The Beast (Part IV) – 4:45
21. Beauty Killed The Beast (Part V) – 4:13

## Цікаві факти
- Бюджет фільму становить 207 млн доларів, що робить його одним з найдорожчих в історії кінематографа.
- Спочатку композитором фільму мав стати Говард Шор, але Джексону не сподобався музичний матеріал, який підготував Шор, тому на місце композитора був запрошений Джеймс Ньютон Говард.
- Режисерський гонорар Пітера Джексона склав 20 мільйонів доларів — це абсолютний рекорд, більшої суми за режисуру не отримував ніхто.
- Конга зіграв Енді Серкіс, за рухами якого була зроблена цифрова модель рухів і міміки гігантської горили. Енді Серкіс за тією ж технологією виконував роль Горлума у фільмах Джексона «Володар Перснів: Дві вежі» і «Володар Перснів: Повернення короля». Проте Серкісу хотілося, щоб глядачі нарешті побачили його в обличчя. Тому для нього була спеціально написана роль кока Лампі.
- Наомі Воттс, Джек Блек та Адрієн Броді погодилися грати у фільмі «Кінг Конг», навіть не прочитавши сценарію.[3][4][5][6]
- Сцена шоу за участю Конга, яке організував Карл Денхем, прибувши до Нью-Йорку, обширно цитує перший фільм і супроводжується музикою з нього ж.
- Зірці першого фільму Фей Рей запропонували маленьку роль у фільмі — вона повинна була вимовити фінальну репліку. Спочатку актриса відмовилася. Пітер Джексон все-таки розраховував добитися її згоди, проте Фей Рей померла незадовго до початку знімання. Але її все ж таки згадано у фільмі — Денхем в розмові з Престоном завершує її ім'ям список актрис, яких хотів би запросити для знімання свого фільму.
- У фільмі тиранозаври мають по три пальці на передніх кінцівках, хоча насправді у них було таких пальців лише два. Це зроблено для того, щоб дотримати вірність первинному фільму, де у тиранозавра теж було по три пальці.
- Пітер Джексон зіграв пілота одного з біпланів, що атакують Конга — це ще одне пряме посилання до первинного фільму, де ролі пілота та кулеметника біплана зіграли режисери Меріан Купер і Ернст Шодсак.
- У фільмі 1933 року була вирізана сцена, де на людей, яких скинув Конг на дно ущелини, нападали велетенський павук, краб та інші чудовиська. Проте, Пітер Джексон відтворив її у своєму фільмі, за допомогою сценарних розробок, які збереглися зі старого фільму.
- Діалог між Енн Дерроу та Брюсом Бакстером, який вони розігрували перед камерою на борту корабля, дослівно повторює діалог між Дерроу та старшим помічником Дрісколлом з первинного фільму, а за ситуацією — пародіює його.
- Прем'єра фільму відбулася 14 грудня 2005 року.
- Світовий прокат стрічки становить 550 517 357 доларів.
- Від продажу DVD дисків компанія «Universal» заробила понад 700 млн доларів.